# Саксен-Мейнингенский дом
Саксен-Мейнингенский дом (нем. Fürstenhaus Sachsen-Meiningen) — немецкий княжеский дом, правивший в герцогстве Саксен-Мейнинген.

## История
В 1675 году умирает Эрнст I Благочестивый и его сыновья становятся соправителями герцогства. Через пять лет, 24 февраля 1680 года, дети Эрнста разделяют герцогство. Третьему сыну Эрнста, Бернхарду достается Мейнинген. Таким образом Бернхард стал первым герцогом Саксен-Мейнингена.
После Бернхарда I править стал его старший сын Эрнст Людвиг I, который ввел первородство для своих четырех сыновей, чтобы избежать дальнейшего раздела герцогства. Один сын умер в младенчестве, старший сын, наследный принц Иосиф Бернхард также умер незадолго до смерти отца, поэтому герцогом стал его второй сын Эрнст Людвиг II. Однако он самостоятельно не правил, а находился под опекой своих дядей. Он также долго не прожил и умер через пять лет после смерти отца, в возрасте 19 лет. Ему наследовал Карл Фридрих, младший сын Эрнста Людвига I. Он умер в 1743 году, так и не обзаведясь семьёй. После его смерти, ветвь Эрнста Людвига I вымерла, а первородство отменено. Управление герцогством перешло к двум дядям Карла Фридриха (Фридриху Вильгельму и Антону Ульриху).
Фридрих Вильгельм происходил от первого брака Бернхарда I и Марии Гедвиги Гессен-Дармштадтской, но также умер бездетным три года спустя. С тех пор единоличным правящим герцогом был Антон Ульрих, единственный сын Бернхарда I от второго брака с Элизабет Элеонорой Брауншвейг-Вольфенбюттельской.
К середине XVIII века, дом был на грани вымирания. Поскольку не предполагалось, что Антон Ульрих когда либо станет герцогом, в 1711 год он вступил в морганатический брак с капитанской дочкой Филиппиной Елизаветой Цезарь (1686—1744). Хотя ему и удалось добиться официального признания своего брака в имперском придворном суде в Вене в 1727 году, дети родившихся в этом браке, были объявлены незаконнорождёнными в 1744 году, в том числе и единственный выживший сын Бернхард Эрнст (1716—1778).
Чтобы обеспечить дальнейшее существование дома, в 1750 году, в возрасте 63 лет, Антон Ульрих женился на Шарлотте Гессен-Филиппстальской (1730—1801), которая была на 43 года моложе его, и у них родилось восемь детей. После смерти Антона Ульриха, герцогами стали его два выживших сына: Карл и Георг. До 1775 года они находились под опекой матери. В 1782 году, Георг I стал единоличным правителем герцогства после смерти брата. Интересно что старшая дочь Георга, Аделаида была королевой-консорт Великобритании как жена Вильгельма IV.
После того, как в 1825 году умер последний герцог Саксен-Гота-Альтенбургский, между эрнестинскими государствами разгорелся спор по поводу наследства. После тяжёлых переговоров при посредничестве саксонского короля Фридриха Августа, в которых Бернхард II успешно протестовал против притязаний Саксен-Веймар-Эйзенаха на единоличное наследство, наконец было достигнуто соглашение, которое было окончательно закреплено в договоре о разделе Хильдбургхаузена от ноября 1826 года. Этот договор предусматривал обширное территориальное расширение Саксен-Мейнингена. В частности герцогство приобрело Гильдбурггаузен.
В 1866 году, во время Австро-прусско-итальянской войны, Бернхард II поддержал Австрию, однако после её поражения был вынужден отречься от престола в пользу сына Георга II. Новый правитель, известный как «Театральный герцог», правил 48 лет.  Его старший сын Бернхард III стал последним герцогом Саксен-Мейнингена. Он правил до свержения монархии в результате Ноябрьской революции 1918 года.

### Дом после ликвидации монархии
У Бернхарда III не было сына, но была дочь Феодора (1879—1945), так что после его смерти следующим главой Саксен-Мейнингенского дома стал его сводный брат Эрнст (1859—1941) от второго брака Георга II с Феодорой Гогенлоэ-Лангенбургской.  Эрнст состоял в морганатическом браке, поэтому его дети получили титулы баронов фон Заальфельд и не смогли унаследовать главенство в доме.
Следующим главой дома стал сын Георг Саксен-Мейнингенский (1892—1946), племянник Эрнста, чья дочь Регина (1925—2010) стала известной как жена бывшего австрийского кронпринца Отто фон Габсбурга. Старший сын Георга погиб в 1940 году, во время Второй мировой войны. Младший сын Георга, Фридрих Альфред (1921—1997), не стал главой дома, так как в 1953 году стал монахом. Поэтому главенство в доме унаследовал брат Георга Бернхард (1901—1984). Нынешним главой дома является Конрад Саксен-Мейнингенский (род. 1952), младший сын Бернхарда. Старший сын Фридрих был рождён в морганатическом браке, и поэтому не стал главой дома.
Конрад никогда не был женат. Поэтому прямые потомки на наследование главы дома отсутствуют. Ближайшим родственником мужского пола является принц Константин (род. 1980), племянник Конрада. Однако у Константина морганатический отец, вышеупомянутый Фридрих. Поэтому неясно станет ли Константин главой дома после смерти Конрада. Также потенциальными главами дома могут стать бароны фон Заальфельд, морганатические потомки Эрнста Саксен-Мейнингенского, младшего брата последнего герцога. Если Конрад не оставит наследника, то Саксен-Мейнингенский дом по мужской линии вымрет.

## Герцоги Саксен-Мейнингена
- Бернхард I (1680—1706)
- Эрнст Людвиг I (1706—1724)
- Эрнст Людвиг II (1724—1729)
- Карл Фридрих (1729—1743)
- Фридрих Вильгельм (1743—1746)
- Антон Ульрих (1743—1763)
- Карл (1763—1782)
- Георг I (1763—1803)
- Бернхард II (1803—1866)
- Георг II (1866—1914)
- Бернхард III (1914—1918)